# Ибрагимов, Захиреддин
Захиреддин Ибрагимов Агарыза оглы (22 февраля 1954 год. д. Шагласер Ленкоранский район, Азербайджанская ССР) — талышский активист, правозащитник и оппозиционер.

## Биография
После окончания средней школы окончил Ленкоранский педагогический техникум, а затем исторический факультет Азербайджанского государственного университета. Он работал учителем истории в деревне Шагласер. После горбачевской «перестройки» занялся общественно-политической деятельностью. В 1997 году он переехал в Россию, в Екатеринбург, а с 2002 года он принял российское гражданство. А в 2012 году стал одним из основателей «Талышского культурного центра». В дальнейшем он неоднократно принимал участие в международных талышских конференциях, которые проводились в Армении. В 2007 году Ибрагимов официально отказался от гражданства Азербайджана.

## Экстрадиция
Председатель комитета по защите прав этнических меньшинств и сторонник автономии талышского народа Захиреддин Ибрагимов исчез 26 марта 2025 года после выхода из своей квартиры в Екатеринбурге. Вскоре азербайджанские СМИ сообщили, что спецслужбы страны провели спецоперацию и Ибрагимов находится в бакинской тюрьме под следствием. Служба государственной безопасности (СГБ) Азербайджана предъявила Ибрагимову целый набор обвинений - от государственной измены до разжигания межнациональной розни и сепаратизма, подрыва территориальной целостности страны. По заявлению Захаровой, азербайджанское гражданство у Ибрагимова осталось, а российского его за совершенные противоправные действия лишили. Власти Азербайджана неоднократно направляли запросы в Россию о передаче им Ибрагимова, но получали отказ. Однако после крушения самолета «Азербайджанских авиалиний» 25 декабря 2024 года под Актау российские власти сделали жест доброй воле и передали Алиеву оппозиционера.